# Szabályos testek tétele
A szabályos testek tétele szerint pontosan öt szabályos háromdimenziós test létezik. Ez első pillantásra meglepőnek tűnik, mivel szabályos sokszögből végtelen sok van. A tétel maga a szabályosság rendkívül szigorú definícióját kihasználva bizonyítható.

## A tétel megfogalmazása
A geometriában szabályos testnek nevezzük azt a poliédert, aminek minden oldala egybevágó, így az élei egyenlőek és a lapszögei is egyenlőek. Ebből következően állítható, hogy pontosan öt ilyen test létezik:
- a tetraéder;
- a hexaéder;
- az oktaéder;
- a dodekaéder és
- az ikozaéder.

| Tetraéder | Hexaéder | Oktaéder | Dodekaéder | Ikozaéder |
| --------- | -------- | -------- | ---------- | --------- |
|           |          |          |            |           |

Ha az oldalak egybevágóságától eltekintünk, akkor lényegesen több (de még mindig véges sok) testet találunk, ezek az Arkhimédészi testek.

## A tétel bizonyítása
A tétel bizonyítása két részből áll. Egyrészt megmutatjuk, hogy legfeljebb öt ilyen test lehet, majd pedig mind az ötnek a létezését támasztjuk alá.

### A darabszám igazolása
A tételt az Euler-féle poliédertétel segítségével bizonyíthatjuk. Ennek állítása, hogy egy poliéder c darab csúcsára, e darab élére és l darab lapjára érvényes, hogy
{\displaystyle c-e+l=2.}
Ha a poliéder oldalai s oldalú sokszögek, illetve egy csúcsban m él fut össze, akkor az élek száma
{\displaystyle {\begin{aligned}e&={\frac {ls}{2}}\\e&={\frac {cm}{2}}\end{aligned}}}
Ezeket a kifejezéseket átrendezve kapjuk, hogy
{\displaystyle {\begin{aligned}{\frac {1}{s}}&={\frac {l}{2e}}\\{\frac {1}{m}}&={\frac {c}{2e}}\end{aligned}}}
Most rendezzük át Euler tételét!
{\displaystyle c+l=2+e}
Ha ezt elosztjuk 2e-vel, akkor egy egészen szimpatikus formát kapunk:
{\displaystyle {\frac {c}{2e}}+{\frac {l}{2e}}={\frac {1}{2}}+{\frac {1}{e}},}
ugyanis ebbe a fenti kifejezéseket behelyettesíthetjük. Az eredmény:
{\displaystyle {\frac {1}{s}}+{\frac {1}{m}}={\frac {1}{2}}+{\frac {1}{e}}.}
Akár már ezt az egyenletet is megoldhatnánk, azonban ez kifejezetten nehézkes feladat, így érdemes észrevenni, hogy mivel e csak pozitív egész lehet, a jobboldal kifejezetten nagyobb félnél. Az egyenletet így már felhasználhatjuk céljainkra:
{\displaystyle {\begin{aligned}{\frac {1}{s}}+{\frac {1}{m}}&>{\frac {1}{2}}&\cdot 2sm\\2m+2s&>sm\\0&>sm-2m-2s&+4\\4&>sm-2s-2m+4\\4&>s(m-2)-2(m-2)\\4&>(s-2)(m-2)\end{aligned}}}
Ezt az egyenlőtlenséget viszonylag egyszerű megoldani, hiszen s>2 miatt a 4-nél kisebb számokat kell felbontani két pozitív egész szorzatára. Szerencsére ezeket túl sok módon nem lehet, hiszen az 1-ről és két prímről van szó. Mindegyik egy-egy szorzat, az 1-é egyféle, mint az közismert, a prímeké a két különböző eredetű tényező miatt kétféle lehet, ez összesen öt.
Vegyük észre, hogy most azt bizonyítottuk mindössze, hogy ötféle test létezhet, de ebből még nem következik bármelyiknek a létezése is.

### A létezés igazolása
Elsőként nézzük meg, mit tudunk mondani a testekről eddig. A lehetséges megoldások:
| A szorzat | s | m | c  | e  | l  |
| --------- | - | - | -- | -- | -- |
| 1         | 3 | 3 | 4  | 6  | 4  |
| 2         | 3 | 4 | 6  | 12 | 8  |
| 2         | 4 | 3 | 8  | 12 | 6  |
| 3         | 3 | 5 | 12 | 30 | 20 |
| 3         | 5 | 3 | 20 | 30 | 12 |

Azt nem nehéz belátni, hogy az oldallapoknak szabályos sokszögeknek kell lennie. A feladat így jelentősen egyszerűsödik. Az egyes eseteket külön-külön vizsgáljuk, a lapok oldalszáma és a csúcsok fokszáma szerint.

#### A (3,3) eset
A kocka a (3,4) eset alapján létezik. Valamelyik csúcsából vegyük fel a lapátlókat. Ezek egyenlő hosszúak, a kocka tulajdonságaiból következően. Az átlók végeit szintén lapátlókkal összeköthetjük, amik szintén egyenlő hosszúságúak. Ezzel a szabályos test egyik feltétele teljesült.
A lapátlók alkotta élek egyenlő oldalú háromszögeket alkotnak, így az egy csúcsba futó élek is páronként egyenlő szögeket zárnak be. A háromszögek magasságai és egy-egy középvonal is egybevágó háromszögeket alkotnak, így a lapszögek is megegyeznek. A tetraéder tehát kielégíti a szabályos testek feltételeit.

#### A (3,4) eset
Ez a hexaéder, más néven a kocka. Ennek létezése triviálisan igazolható, mivel három, egymásra páronként merőleges egyenes segítségével lehet kijelölni.
Maga a kocka a hasábokból is triviálisan levezethető, a lapszögek és az élhosszakra kirótt feltételek segítségével.

#### A (4,3) eset
Ezt a testet oktaédernek nevezzük, mivel nyolc lapja van. A tetraéderhez hasonlóan a kockából vezethető le.
A kocka minden lapjának kijelölhető a középpontja, ez nyolc pontot jelent. A szomszédos lapokon lévő pontok távolsága egyenlő, ennek puszta szimmetricitási okai vannak. Hasonló okokból az élszögek is egyenlők. Mivel pedig az élek háromszögeket zárnak közre, méghozzá egyenlő oldalú háromszögeket, ezért a lapok egybevágósága is teljesül. Végül a lapszögek egyenlősége is belátható, elég a kocka szimmetriáit figyelembe venni hozzá. Ezzel az oktaéder létezése igazoltatott.

#### A (3,5) eset
Az ikozaéder létezésének belátása a többi testénél némileg bonyodalmasabb. Ennek oka, hogy, akárcsak a többi testnél, itt is konstruktívan bizonyítunk, azonban nem áll rendelkezésre semmilyen segédtest, amiből ki tudnánk indulni.
Első lépésként vegyünk fel egy BCDEF szabályos ötszöget. Ennek M középpontjában emeljünk az ötszög síkjára merőlegest. A merőleges és a C csúcs által meghatározott síkban szerkesszünk ötszöget, aminek egyik befogója a CM szakasz, a másik pedig az ötszög egy oldalával egyenlő hosszúságú. A háromszög harmadik csúcsát jelöljük A-val. Így kaptuk az ABCDEF ötszög alapú szabályos gúlát.
A gúla AB élének vegyük fel az O1 felezőpontját, és az ezen átmenő, AB-re merőleges γ1 síkot. E sík tartalmazza az O1C és O1F magasságokat is. Ha tükrözzük a γ1 síkra a gúlát, akkor az ABC és ABF háromszögek tehát önmagukba mennek át. A D pont tükörképe G, így az ACD háromszög képe BCG lesz, az E ponté K, tehát az AFE háromszög képe BFK, végül ADE képe pedig BGK. A tükrözés szimmetriatulajdonságai miatt a B csúcsú, ACGKF vezérsokszögű poliéder a gúlával egybevágó lesz.
Ezt a gúla többi élére (γ2 az AC él felezősíkja, stb.) is elvégezve öt olyan gúlapalástot kapunk, amik az ABCDEF gúlával egybevágóak, ezt és egymást részben átfedik, így megkapjuk a GHIJK szabályos ötszöget, illetve a megfelelő éleket. Így az eredeti öthöz tíz további lapot kaptunk.
Mivel G D-nek γ1 szerinti, F-nek pedig γ2 szerinti tükörképek, hasonlóan K a H és E csúcsoké, a lapszögekre kapjuk, hogy (GBK,GBC)∢=(DAE,DAC)∢=(ADC,ADE)∢ és (GCB,GCH)∢=(FAB,FAE)∢=(AFB,AFE)∢. Eszerint a G-ben csatlakozó három lap is kiegészíthető egy ötszögalapú gúla palástjává, aminek hiányzó csúcsa L. Belátható, hogy ez egyben a H..K csúcsok mindegyikében találkozó lapokat is ugyanilyen gúlapalástokká egészíti ki, az L-ben találkozó lapok pedig szimmetria-okokból egybevágóak egymással, és így a korábbi gúlapalástok bármelyik lapjával is.
Az ABCDEFGHIJKL test tehát egybevágó, szabályos sokszöglapokból álló test, így szabályos, azaz ikozaéder.

#### Az (5,3) eset
Az ikozaéder minden lapja szabályos háromszög. Ezen háromszögek köréírható köreinek középpontjait összekötő egyenesszakaszok az ikozaéder szimmetriái miatt egyenlőek. Az így kapott poliédernek, ami a dodekaéder így húsz csúcsa és 12 szabályos, egybevágó ötszöglapja van, amint azt az (5,3) eset megköveteli. Ezzel a bizonyítást befejeztük.

## Általánosítás
A tétel nem csak három dimenzióra vonatkoztatható. Kétdimenziós esetben a szabályos testek a szabályos sokszögek, ezekből végtelen sok van. Egy és nulla dimenzió esetén a szabályosság értelmét veszti, itt nem foglalkozunk a tétellel. Négy dimenzióban hatféle szabályos test van, négynél több dimenzió esetén pedig mindössze három.